# Apeadeiro de Albergaria-a-Nova
O apeadeiro de Albergaria-a-Nova, anteriormente a estação ferroviária de Albergaria-a-Nova, originalmente chamada de Carvalhal, foi uma gare da Linha do Vouga, que servia a povoação de Albergaria-a-Nova, no concelho de Albergaria-a-Velha, em Portugal.

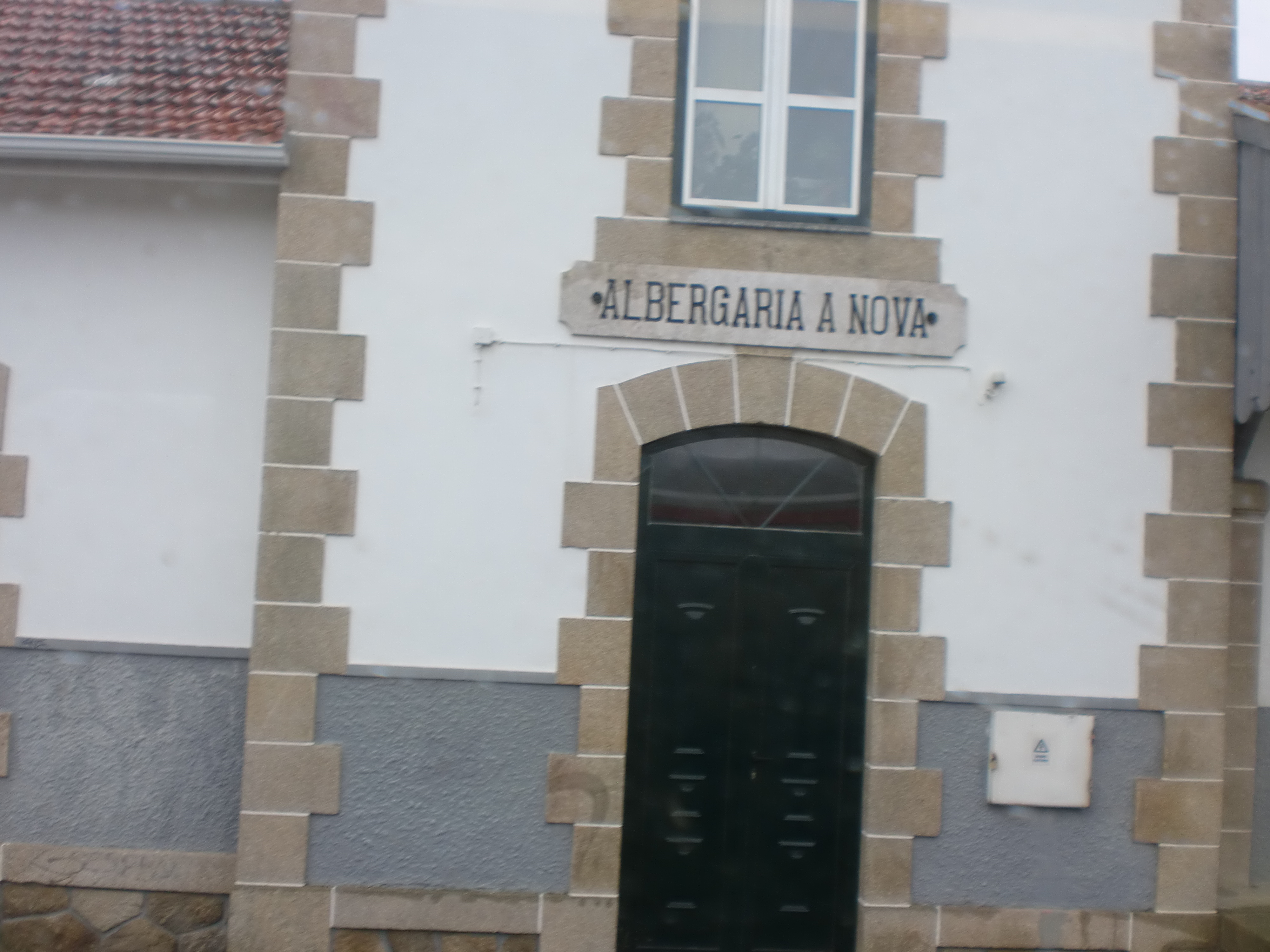
Detalhe do edifício, em 2010.

## Descrição

### Caraterização física
A superfície dos carris (plano de rolamento) da estação ferroviária de Albergaria-a-Nova ao PK 48+500 situa-se à altitude de 15 090 cm acima do nível médio das águas do mar. O edifício de passageiros situa-se do lado oés-sudoeste da via (lado direito do sentido ascendente, a Viseu).

### Serviços
Em dados de 2022, esta interface é frequentada por serviços da C.P. de tipo regional, com duas circulações diárias em cada sentido, entre Oliveira de Azeméis e Sernada do Vouga: tal como nos restantes interfaces deste segmento da Linha do Vouga, encerrado desde 2013, este serviço é prestado por táxis ao serviço da C.P.

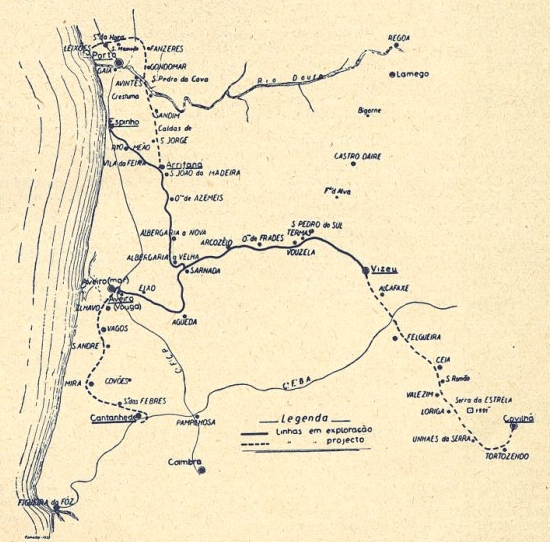
Mapa da rede do Vouga na década de 1930, onde se pode ver a localização da gare de Albergaria-a-Nova.

## História
Em 1894, foi apresentado o ante-projecto para o lanço da Linha do Vouga entre Espinho e o Rio Caima, no qual estava prevista a construção de uma estação denominada Carvalhal, junto à estrada de Aveiro para Viseu, e das estradas para o Carvalhal e Albergaria. Este apeadeiro faz parte do lanço entre Oliveira de Azeméis e Albergaria-a-Velha, que abriu à exploração em 1 de Abril de 1909. Tinha originalmente estatuto de estação, tendo sido mais tarde (após 1954 mas antes de 1985) despromovido à categoria de apeadeiro.
Em 1 de Janeiro de 1947, a exploração da Linha do Vouga passou para a Companhia dos Caminhos de Ferro Portugueses. Em 1954, a Companhia dos Caminhos de Ferro Portugueses e o Secretariado de Propaganda Nacional organizaram o XIII Concurso das  Estações Floridas, tendo o apeadeiro de Albergaria-a-Nova recebido um diploma de menção honrosa especial.

Em 2013 os serviços ferroviários foram suspensos no troço entre Oliveira de Azeméis e Sernada do Vouga (incl. Albergaria-a-Nova), por motivos de segurança, circulando apenas composições com fins técnicos (inspeção, manutenção, etc.), sendo o transporte de passageiros neste trajeto efetuado por táxis ao serviço da C.P. que frequentam locais próximos de cada estação e apeadeiro para tomadas e largadas.